# Il giardino delle illusioni (romanzo)
Il giardino delle illusioni (Piemme Edizioni, 13 ottobre 2015) è il terzo romanzo per ragazzi della serie fantasy Ai confini di Aurion, scritta da Luca Azzolini. Segue la serie Nelle Terre di Aurion ed è il nono nella cronologia generale della saga.

## Trama
Il viaggio di Dorian, Mayra, Kennard e Mina prosegue con grandi difficoltà nel Reame della Notte Eterna, mentre nelle Terre di Aurion, l'Arcimago Yoria riesce ad aprire i cancelli che dividono i due reami grazie al potere della pergamena della notte eterna. Una volta dall’altra parte, il vecchio e saggio Arcimago assieme a due appartenenti all'Ordine dei Maghi, il burbero Agrabas e la giovane Liriel, si mette sulle tracce di Dorian e Mayra. 
Il loro arrivo però non è passato inosservato. Un abitante della Valle dei Vulcani Neri, un minatore un tempo schiavo di Lord Malagus ma in realtà appartenente alla società segreta dei Nascosti che presidiava la zona dopo la caduta del temibile Barone, li sorprende al loro arrivo. Dopo un’iniziale diffidenza, Yoria chiede al Nascosto notizie su due giovani ragazzi, Dorian e Mayra, per mettersi sulle loro tracce. 
Mayra, Dorian, Kennard e la guerriera Muna, ignari di tutto, dopo aver affrontato e sconfitto la mostruosa Idra dei Vulcani Neri di Lord Malagus e la terribile Piovra degli Stagni Oscuri di Lady Ruyna giungono alle porte del misterioso Giardino delle Illusioni: uno dei luoghi più insidiosi e temibili del Regno della Notte Eterna, regno del terribile Lord Kobran, Marchese dei Serpenti... 
Il viaggio non sarà comunque dei più semplici. A complicare le cose, oltre ai tranelli, ai trabocchetti e alle infide illusioni che minano la fiducia dei viaggiatori, inizieranno a serpeggiare nel gruppo anche feroci incomprensioni, tanto che gli scontri tra Dorian e Kennard metteranno in pericolo l’intera missione. Una trappola mortale li aspetta nella Serra dei Fiori Notturni, dove ad attenderli c’è il pericolosissimo Basilisco dei Fiori Notturni: un mostro capace di pietrificare col suo sguardo mortale.
Solo il provvidenziale intervento dei maghi Yoria e Agrabas, aiutati dalla giovane Liriel che nel Reame della Notte Eterna ha scoperto di possedere poteri immensi, ben più grandi di quanto avrebbe mai osato immaginare, salva Dorian, Mayra e gli altri dal loro triste destino. Il viaggio verso le Isole Senza Tempo può così continuare.

## Edizioni
- Luca Azzolini, Il giardino delle illusioni, Piemme Edizioni, 2015,  p. 180, ISBN 978-88-566-4647-4.